# Henri Guisgand
Henri Adolphe Guisgand, né le 2 avril 1913 à Wingles (Pas-de-Calais,) et mort le 9 mai 1982 à Draguignan (Var), est un clarinettiste et saxophoniste classique et jazz français.

## Biographie
Henri Guisgand est un clarinettiste précoce doté d'une belle sonorité qui obtient un premier prix au conservatoire de Lille en 1927.
Il était considéré comme une légende dans le milieu des orchestres d'harmonie. 
Il a formé de nombreux musiciens comme Pierre Dutrieu, Vincent Guyot. 
Faustin et Maurice Jeanjean ont composé Guisganderie pour clarinette et big- band concrétisant l’hommage au clarinettiste.